# Wahan I. Mamikonjan

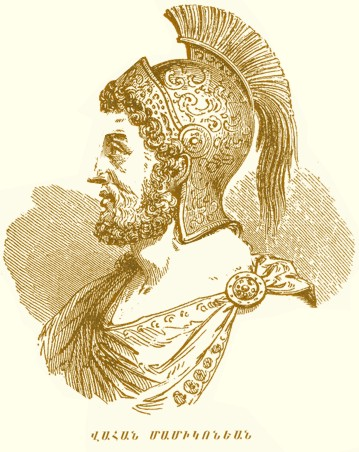
Wahan Mamikonjan

Wahan I. Mamikonjan (armenisch Վահան Ա Մամիկոնյան, persisch واهان مامیکونیان, frz.: Vahan I. Mamikonian; * um 440–445; † zwischen 503 und 510) war ein armenischer Heerführer (Sparapet) aus der adligen Familie der Mamikonjan. Er führte 481 eine Revolte gegen die Sassaniden, die zu der Zeit bereits Persarmenien kontrollierten. Er wurde 485 Marzban («Gouverneur») von Armenien und damit Fürst eines „Königreichs ohne Titel“ («véritable monarchie sans le titre»).

## Geschichte

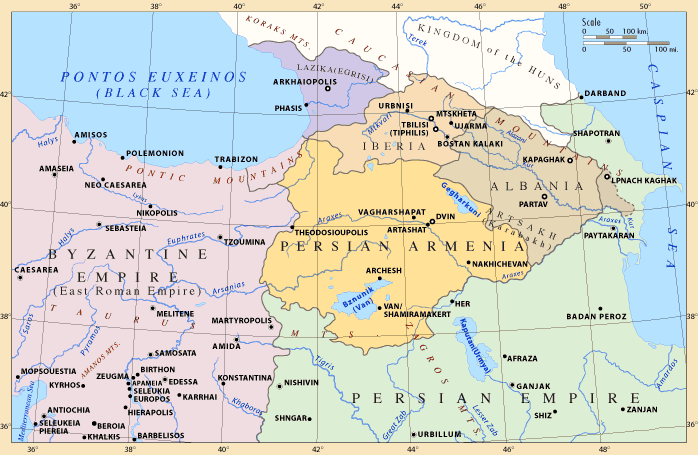
Persarmenien

Seit 387 war das Königreich Armenien in zwei Einflussbereiche aufgeteilt: das byzantinische und das persische Armenien. Im letzteren wurde der letzte Monarch der Arsakiden, Artaxias IV (Արտաշես Դ), 428 vom Sassanidenkönig Bahram V. auf Verlangen der Nacharark, der armenischen Adligen, abgesetzt. Damit begann die Zeit des Marzbanats von Armenien. Schnell wurden die Armenier enttäuscht: 449 befahl Yazdegerd II., dass die Untertanen ihren Glauben aufgeben sollten und zum Zoroastrismus konvertieren sollten. Unter der Führung von Wardan Mamikonjan erhoben sich die Armenier und wurden in der Schlacht von Avarayr am 2. Juni (26. Mai) 451 zwar besiegt, konnten aber ihre Religionsfreiheit erhalten. Der Großteil der Nacharak wurde nach Seleukia-Ktesiphon deportiert.

## Leben

### Jugend
Wahan wurde zwischen 440 und 445 geboren. Er war der erstgeborene Sohn von Hmayeak Mamikonkjan und von Dzoyk, Tochter des Vram oder Vasak aus der Familie Arzruni, und der jüngere Bruder von Wardan Mamikonjan. Er ist der Erste der berühmten Brüderschar von Wasak, Ward und Artaches. Sein Vater wurde während eines Guerilla-Krieges getötet, welchen er auf seinen Besitzungen in Tayk (Տայք) nach der Schlacht von Avarayr geführt hatte. Wahan selbst wurde zunächst von dem Marzban Wasak von Siouni, welcher selbst bald entlassen wurde, gefangen genommen, an die Perser übergeben und nach Ktesiphon deportiert, zusammen mit Wasak und Artaches. Sie wurden zur Widerrufung ihres Glaubens aufgerufen und laut seinem Jugendfreund und zeitgenössischen Historiker Ghasar Parpezi war er „schwach im Glauben“ («faiblit dans sa foi»).
Die drei Brüder wurden zunächst zum Tode verurteilt, aber bald darauf aufgrund der Fürsprache von Arschouscha (Աշուշա բդեշխ), dem bdeachkh («Markgraf»/«vitaxe») von Gougark (Գուգարք) und Ehemann von Anoyschvram, der Schwester von Dzoyk begnadigt. Wahan war Sparapet («Generalissimus») von Armenien nach Gewohnheitsrecht und erhielt sofort seinen Besitz zurück; er wurde zwar angeklagt, die Einkünfte aus Goldminen unterschlagen zu haben, aber konnte dies entkräften, indem er spontan nach Ktesiphon zog und eine große Summe Gold übergab.

### Revolte

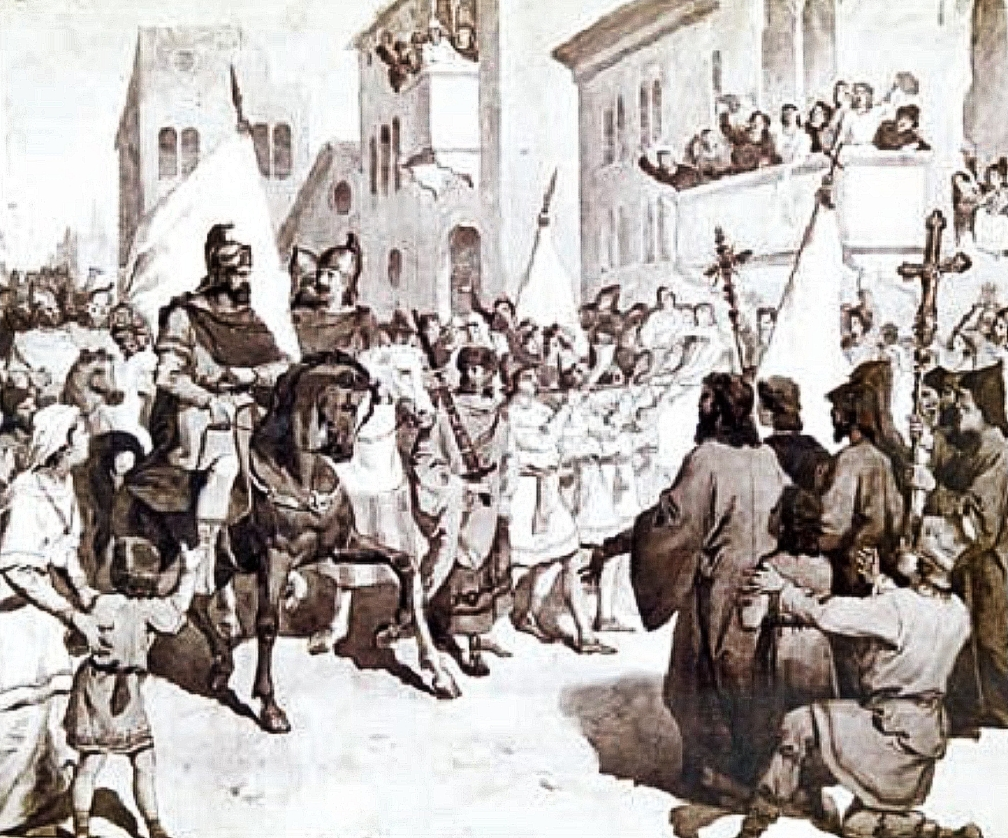
Rückkehr von Wahan nach Dvin

Nach der Schlacht von Avarayr wurden die Armenier von den Persern ständig gefordert, an militärischen Expeditionen in ferne Gegenden teilzunehmen und zudem die wachsende Macht von bestimmten Apostaten anzuerkennen; in dieser Situation nahmen sie einen Aufruf zur Revolte von Wachtang I. Gorgassali positiv auf, welcher selbst eine Rebellion gegen die Perser anführte. Wahan zögerte, entschloss sich aber 481 der Rebellion anzuschließen. Er forderte von den anderen Rebellen, einen Eid auf das Kreuz und das Evangelium abzulegen, damit sie der Allianz treu blieben; er wurde daraufhin zum Sparapet proklamiert. Der Eid wurde jedoch direkt von Varaz-Chapuh Amatouni an den damaligen Marzban, Adhour Gouchnasp (Ader-Vechnasp Ատրվշնասպ), verraten, welcher sofort die Hauptstadt Dvin verließ, um sich zuerst in Artaschat, dann in Persien in Sicherheit zu bringen. Wahan ließ ihn durch Sahak II. Bagratouni (Սահակ Բ Բագրատունի) ersetzen, der bereits als Aspet («Kommandant der Kavallerie») fungierte. Adhour-Gouchnasp entsandte  ein Heer von 7.000 Reitern gegen die Aufständischen, die allerdings von den 400 Reitern unter der Führung von Vasak Mamikonian in der Schlacht von Akori (am Nordhang des Ararat) besiegt wurden. Der Persische marzban kam dabei ebenfalls zu Tode. Wahan, der sich bis dahin in Dvin aufgehalten hatte, um die Verteidigung der Hauptstadt sicherzustellen, traf Anfang des Jahres 483 auf die persischen Verstärkungstruppen, die er in der Schlacht von Nersehapat, bei Artaz (Region Maku), besiegte.
Wahan erhielt einen Aufruf von Wachtang Gorgassali und begab sich mit seinen Truppen an den Fluss Kura, wo er auf eine persische Armee unter Schahpuhr Mihran traf. Weil sie nicht den versprochenen Nachschub erhielten, erlitten die Armenier 483 eine Niederlage bei der Schlacht von Akesga In der Schlacht kamen auch Vasak Mamikonian und Sahak Bagratouni zu Tode. Wahan zog sich daraufhin nach Tayk zurück, während Mihran nach Ktesiphon zurückgerufen wurde. Die Armenier erlangten zunächst wieder die Kontrolle über die Araxes-Ebene. Im folgenden Frühling (484) kehrte Mihran an der Spitze einer neuen Armee zurück und zwang Wahan sich in den Grenzen des Byzantinischen Reiches in Sicherheit zu bringen: in Tayk und in Taron.

### Marzban von Armenien
Der Tod von Peroz I. 484 änderte den Verlauf der Dinge. Angriffe der Hephthaliten zwangen die Perser, sich aus Armenien zurückzuziehen. Die Armenier konnten Dvin und Vagharchapat zurückerobern. Und Angesichts einer Revolte von Zareh, war der Nachfolger von Peroz, Valash, in Not und brauchte Unterstützung durch die Armenier: im Tausch für militärische Hilfe, gewährte er im Vertrag von Nevarsak (bei Her, heute: Choy) Religionsfreiheit für den christlichen Kult und ein Verbot des Zoroastrismus in Armenien, außerdem die Wahl der obersten Anführer unter den armenischen Adligen nach dem Gewohnheitsrecht und die Autonomie der Nacharark  gegenüber dem persischen Marzban; Wahan wurde als Sparapet anerkannt und die Güter der Mamikonjan und ihrer Verbündeten, der Kamsarakan, wurden zurückgegeben.
Wahan selbst wurde zum Marzban ernannt (485), „um die Folgen des Dramas von 451 endgültig auszulöschen“ («effa[çant] définitivement les conséquences du drame de 451»). Sein Bruder Vard wurde zum Sparapet ernannt. Wahan leitete eine wahre nationale Restauration ein. In Zusammenarbeit mit den beiden Katholikoi Hovhannes I. Mandakouni und Babgen I. von Otmus ordnete er das Land neu. Kirchen wurden erneuert. Er restaurierte und vergrößerte die Sourp Grigor («Hl. Gregor») in Dvin und erneuerte vollständig de Kathedrale von Etschmiadzin (484–485).
Das Land erlebte einen relativen Frieden, trotz des erfolglosen Versuchs von Kavadh I., dem Nachfolger von Valash, die Errungenschaften des Vertrags von Nevarsak rückgängig zu machen. Wahan schloss sich 489 an Vatchagan III., den König von Albania an und drängte die Hephtaliten zurück. Er starb zwischen 503 und 510. Sein Bruder Vard wurde sein Nachfolger.

### Nachkommen
Cyrille Toumanoff vermutet, dass Wahan Mamikonian der Vater eines :
- Artavasde (IV) sei. Dieser sei der Vater von:
  - Samuel I., Sparapet in 555.